# العلاقات الناوروية الهندوراسية
العلاقات الناوروية الهندوراسية هي العلاقات الثنائية التي تجمع بين ناورو وهندوراس.

## مقارنة بين البلدين
هذه مقارنة عامة ومرجعية للدولتين:
| وجه المقارنة                                              | ناورو                          | هندوراس          |
| --------------------------------------------------------- | ------------------------------ | ---------------- |
| المساحة (كم2)                                             | 21                             | 112.49 ألف       |
| عدد السكان (نسمة)                                         | 10.08 ألف                      | 9.27 مليون       |
| الكثافة السكانية (ن./كم²)                                 | 48.00 ألف                      | 82.41            |
| العاصمة                                                   | ضاحية يارين                    | تيغوسيغالبا      |
| اللغة الرسمية                                             | اللغة الناورونية، لغة إنجليزية | اللغة الإسبانية  |
| العملة                                                    | دولار أسترالي                  | لمبيرة هندوراسية |
| الناتج المحلي الإجمالي (بليون دولار)                      | 113.88 مليون                   | 22.98 مليار      |
| الناتج المحلي الإجمالي (تعادل القوة الشرائية) بليون دولار | 162.98 مليون                   | 41.14 مليار      |
| الناتج المحلي الإجمالي الاسمي للفرد دولار أمريكي          | 9.83 ألف                       | 2.53 ألف         |
| الناتج المحلي الإجمالي للفرد دولار أمريكي                 |                                | 4.91 ألف         |
| مؤشر التنمية البشرية                                      |                                | 0.606            |
| رمز المكالمات الدولي                                      | +674                           | +504             |
| رمز الإنترنت                                              | .nr                            | .hn              |
| المنطقة الزمنية                                           | ت ع م+12:00                    | 00               |

## منظمات دولية مشتركة
يشترك البلدان في عضوية مجموعة من المنظمات الدولية، منها:
| علم المنظمة | اسم المنظمة                   | تاريخ انضمام ناورو | تاريخ انضمام هندوراس |
| ----------- | ----------------------------- | ------------------ | -------------------- |
|             | منظمة الشرطة الجنائية الدولية | ?                  | ?                    |
|             | يونسكو                        | 17 أكتوبر 1996     | 16 ديسمبر 1947       |
|             | منظمة حظر الأسلحة الكيميائية  | ?                  | ?                    |
|             | الاتحاد البريدي العالمي       | ?                  | ?                    |
|             | الأمم المتحدة                 | 14 سبتمبر 1999     | 17 ديسمبر 1945       |
|             | الاتحاد الدولي للاتصالات      | 10 يونيو 1969      | 27 أكتوبر 1925       |

## وصلات خارجية
- موقع وزارة الخارجية الهندوراسية